# Gulåstjärnen, Medelpad
Gulåstjärnen är en sjö i Ånge kommun i Medelpad och ingår i Ljungans huvudavrinningsområde. Sjön har en area på 0,05 kvadratkilometer och ligger 269,7 meter över havet. Sjön avvattnas av vattendraget Gulåsbäcken.

## Delavrinningsområde
Gulåstjärnen ingår i det delavrinningsområde (692597-152486) som SMHI kallar för Mynnar i Ljungans vattendragsyta. Medelhöjden är 241 meter över havet och ytan är 9,19 kvadratkilometer. Det finns inga avrinningsområden uppströms utan avrinningsområdet är högsta punkten. Gulåsbäcken som avvattnar avrinningsområdet har biflödesordning 2, vilket innebär att vattnet flödar genom totalt 2 vattendrag innan det når havet efter 73 kilometer. Avrinningsområdet består mestadels av skog (86 procent). Avrinningsområdet har 0,05 kvadratkilometer vattenytor vilket ger det en sjöprocent på 0,6 procent.